# Mistrovství světa ve veslování 1988

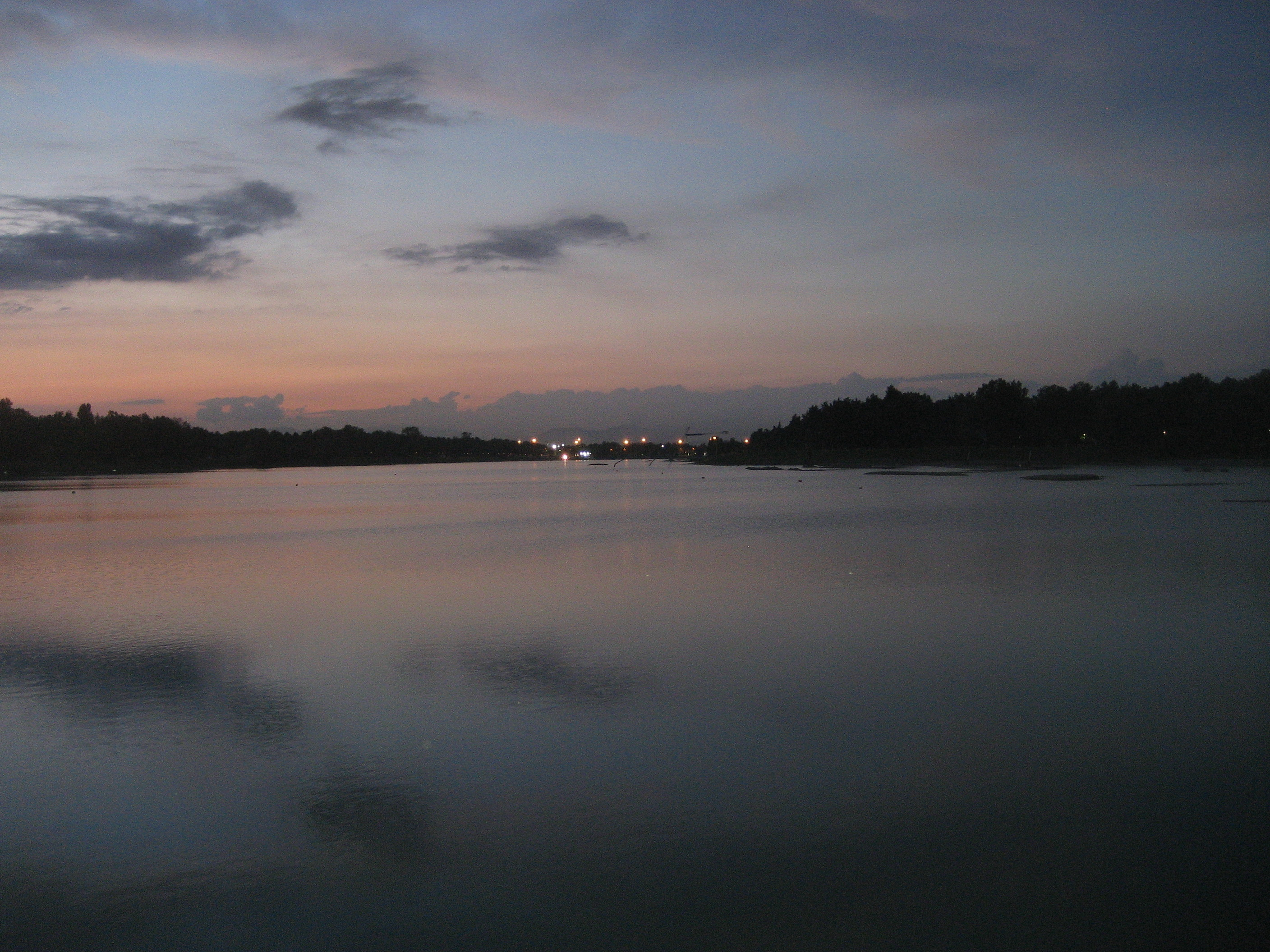
Jezero Idroscalo, dějiště šampionátu

Mistrovství světa ve veslování 1988 se konalo na jezeře Idroscalo v italském Miláně. Finálové závody se jely 6. srpna 1988.
Každoroční veslařská regata trvající jeden týden je organizována Mezinárodní veslařskou federací (International Rowing Federation; FISA) obvykle na konci léta severní polokoule. V neolympijských letech představuje mistrovství světa vyvrcholení mezinárodního veslařského kalendáře a v roce, jenž předchází  olympijským hrám, představuje jejich hlavní kvalifikační událost. V olympijských letech pak program mistrovství zahrnuje pouze neolympijské disciplíny.
Rok 1992 byl rokem olympijským, proto program mistrovství zahrnoval pouze neolympijské disciplíny.

## Medailové pořadí
| Pořadí | Země                             | Zlato | Stříbro | Bronz | Celkem |
| ------ | -------------------------------- | ----- | ------- | ----- | ------ |
| 1      | Itálie                           | 3     | 0       | 1     | 4      |
| 2      | Západní Německo                  | 1     | 2       | 2     | 5      |
| 3      | Nizozemsko                       | 1     | 1       | 1     | 3      |
| 4      | USA                              | 1     | 1       | 0     | 2      |
| 5      | Čína                             | 1     | 0       | 0     | 1      |
| 6      | Spojené království               | 0     | 1       | 1     | 2      |
| 7      | Austrálie                        | 0     | 1       | 0     | 1      |
| 7      | Francie                          | 0     | 1       | 0     | 1      |
| 9      | Dánsko                           | 0     | 0       | 1     | 1      |
| 9      | Rumunská socialistická republika | 0     | 0       | 1     | 1      |
| Celkem | Celkem                           | 7     | 7       | 7     | 21     |

## Přehled medailí

### Mužské disciplíny
| Disciplína                      | Zlato | Čas     | Stříbro | Čas     | Bronz | Čas     |
| Skif Lv LM1x                    | Západní Německo Alwin Otten | 7:05,60 | Nizozemsko Frans Göbel | 7:09,86 | Itálie Ruggero Verroca | 7:10,57 |
| Dvojskif LV LM2x                | Itálie Enrico Gandola Francesco Esposito | 6:30,42 | Západní Německo Hartmut Schäfer Roland Ehrenfels                                                                          | 6:32,83 | Nizozemsko Theo Nieuweboer Jan van Bekkum                                                                                                   | 6:33,61 |
| Čtyřka bez kormidelníka LV LM4- | Itálie Mauro Torta Dario Longhin Massimo Lana Nerio Gainotti                                                                                             | 6:09,48 | Spojené království Rob Williams Nicholas Howe Richard Metcalf Michael Diserens                                            | 6:13,31 | Západní Německo Thomas Palm Erik Ring Gerd Meyer Sebastian Franke                                                                           | 6:15,98 |
| Osma LV LM8+                    | Itálie Alfredo Striani Andrea Re Stefano Spremberg Maurizio Losi Fabrizio Ravasi Enrico Barbaranelli Sabino Bellomo Vittorio Torcellan Luigi Velotti (k) | 5:43,35 | USA Jeffrey Pfaendtner Mike Tuchen Luke Nelson John Irvine Tom White Edward Hewitt Tim Howell Tim O’Brien Mike Gorman (k) | 5:45,88 | Dánsko Peter Lund Bo Vestergaard Niels Henriksen Jesper Vedel Flemming Meyer Lars Rasmussen Vagn Nielsen Svend Blitskov Stephen Masters (k) | 5:46,05 |

### Ženské disciplíny
| Disciplína                      | Zlato                                                 | Čas     | Stříbro                                                                       | Čas     | Bronz                                                                                   | Ča      |
| Skif LV LW1x                    | USA Kristine Karlsonová                               | 7:45,25 | Západní Německo Angela Schusterová                                            | 7:48,13 | Rumunská socialistická republika Maria Sava                                             | 7:48,62 |
| Dvojskif LV LW2x                | Nizozemsko Laurien Vermulstová Ellen Meliesie         | 7:11,85 | Francie Christine Liegeoisová Aline Peyratová                                 | 7:14,87 | Spojené království Gillian Bondová Caroline Lucasová                                    | 7:15,94 |
| Čtyřka bez kormidelnice LV LW4- | Čína Meilan Zeng Huajie Zhang Zhi-Ai Lin Sanmei Liang | 6:51,47 | Austrálie Brigid Cassellsová Leeanne Whitehouse Marina Cade Justine Carrolová | 6:54,98 | Západní Německo Christiane Zimmerová Claudia Waldiová Sonja Petriová Kathrin Schmacková | 6:56,67 |